# World Game
El World Game (en español: «Juego Mundial»), a veces llamado también Peace Game («Juego de la Paz») es una alternativa a los juegos de guerra propuesta por Buckminster Fuller. La idea era que «el mundo funcione para el 100% de la humanidad, en el menor tiempo posible, a través de la cooperación espontánea, y sin ningún daño ecológico o desventaja para nadie».
En 1961 Fuller propuso la idea inicialmente como asignatura obligatoria de la (entonces nueva) Southern Illinois University Edwardsville, y de nuevo en 1964 para la Exposición Universal de Montreal de 1967.
En 1972 Fuller, Medard Gabel y otros fundaron el World Game Institute en Filadelfia (Pensilvania).